# Тимочани
Тимочаните са южнославянско племе което през ранното средновековие населява територията на Горна Мизия и по-специално поречието на река Тимок в днешна Източна Сърбия, както и райони от Банат и Срем.
Тимочаните стават част от Първата българска държава през 805 година по време управлението на хан Крум, след ликвидирането на Аварския хаганат. През 818 г. по време на управлението на Омуртаг (814-836) те, заедно със съседните браничевци и абодрити под натиска на племенните си вождове въстават срещу административна реформа на българския владетел, която сериозно ограничава правата на техните първенци и местната им власт. Предводителите им търсят защита от императора на Свещената Римска империя Луи Благочестиви. Българският кан търси мирен начин за разрешаване на конфликта по пътя на дипломация с Луи Благочестиви през 824-826 години, но след като не получава отговор на повдигнатия въпрос за поставяне на межда между двете държави, изпраща експедиционен корпус по поречието на Драва през 827 и 829, с помощта на който връща отцепниците обратно под контрола на българската държава, назначавайки свои управители на местото на местните племенни главатари.
Вождът на тимочаните Борна II се спасява с бягство при хърватите, бивайки принуден да прекара насетне живота си в изгнание.